# Parc floral de Paris
Parc floral de Paris (Květinový park v Paříži) je botanická zahrada v Paříži, která se nachází v Bois de Vincennes. Park tvoří jednu ze čtyř částí Botanické zahrady města Paříže. Jeho plocha činí 308 000 m².

## Historie
V 19. století sloužil Vincenneský lesík jako vojenské cvičiště. Napoleon III. v roce 1860 převedl lesík na město Paříž a tak zde vznikl lesopark na způsob Bois de Boulogne.
Na konci 60. let 20. století se hledalo místo pro uspořádání Třetí mezinárodní květinové výstavy. Návrhem a realizací následného parku byl pověřen krajinářský architekt Daniel Collin.
Pro budoucí park byly vybrány bývalé vojenské pozemky, které byly zcela přetvořeny. Zůstaly pouze stávající borovice a modříny. Před samotnou výsadbou trvaly pozemní práce 15 měsíců. Parc floral byl otevřen v roce 1969 a se svými téměř 31 ha je největším pařížským parkem vytvořeným od konce Druhého císařství. Od roku 1998 je součástí městské botanické zahrady.

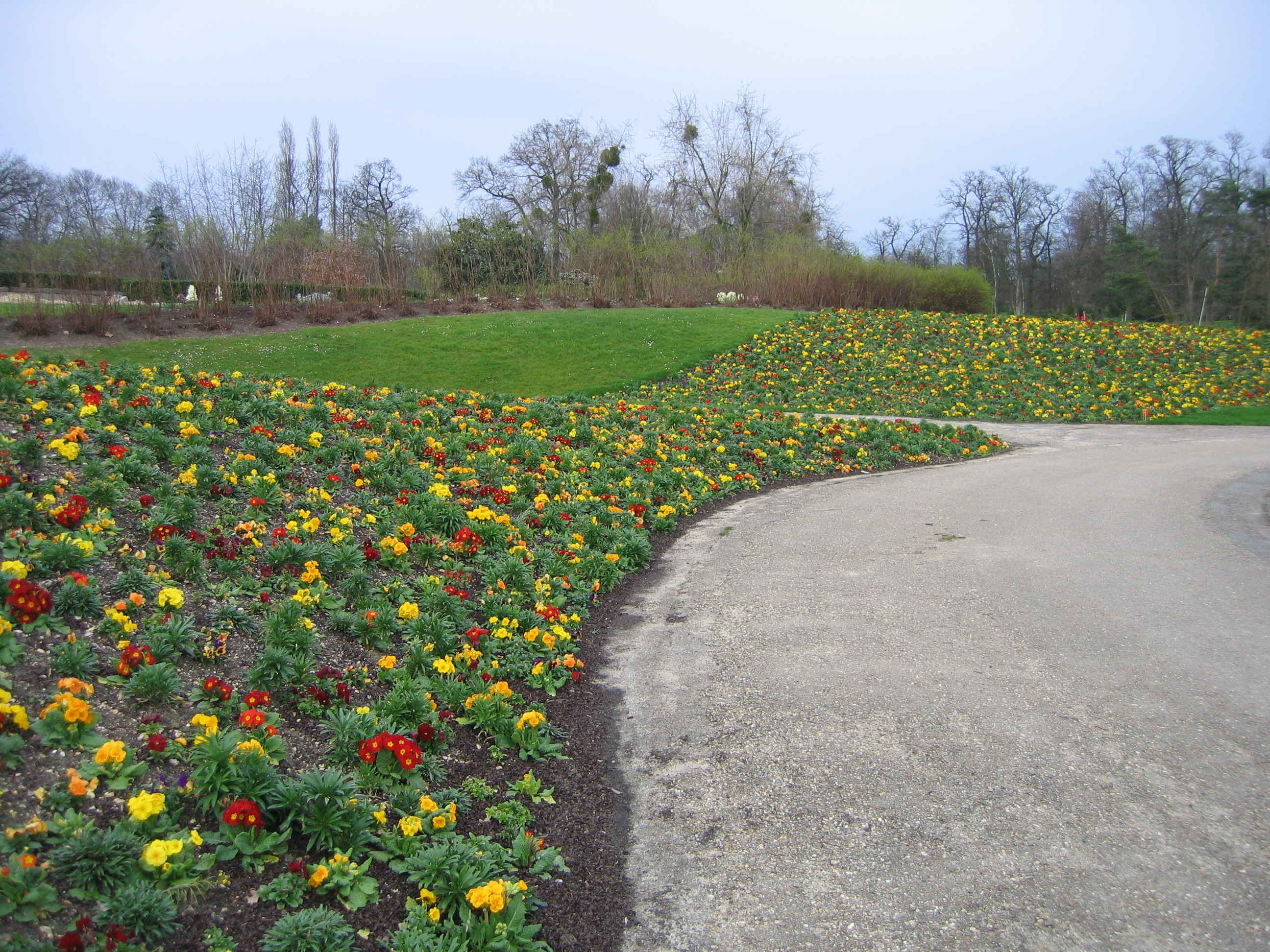
Park na jaře

## Architektura
Architektura parku byla lehce inspirována japonským stylem, který zpopularizovaly v té době olympijské hry v roce 1964 v Tokiu. Stoupající střecha restaurace a vlny z dlažebních kostek u jižního vchodu připomínají olympijský stadion v Yoyogi v Tokiu. Způsob propojení 28 pavilonů a zahradních teras připomíná architekturu císařského paláce Kacura v Kjótu. Také převislé střechy, chodníky zpola ponořené do vegetace a konstrukce pavilonů upomínají na tento model.

## Vybavení parku
V parku se nachází unikátní kolekce 650 různých kosatců. V parku se mísí několik rostlinných témat: louky, vodní plochy s fontánou, květinové údolí, borovice a azalky, rododendrony a kamélie. V parku roste 7951 taxonů – květiny, cibuloviny a stromy, včetně národních sbírek pelargónií a kosatců a rovněž kapradiny a pivoňky.
V parku se každoročně na podzim pořádá mezinárodní soutěž v jiřinách a na jaře zde kvete přes 250 druhů tulipánů.
V parku je také sál, který slouží pro výstavy a další akce. V rámci rozvoje parku jsou zde pravidelně umisťovány sochy mladých umělců. Park má dvě restaurace, divadelní amfiteátr a loutkové divadlo a rovněž velké hřiště pro děti.